# 법가
법가(法家)는 중국의 역사에서 춘추전국시대(770~221 BC)의 제자백가 가운데에서도 주요 유파 넷 가운데 하나이다. 나머지 셋은 공자의 유가, 노자의 도가 그리고 묵자의 묵가이다.
대표적인 법가 사상가는 상앙(商鞅), 신도(愼到), 신불해(申不害), 이회(李悝), 한비자(韓非子) 등이 있으며, 대표적인 정치 지도자로는 진 효공(嬴渠梁), 진 소양왕(嬴稷), 진 시황제(嬴政), 조조(曹操) 등이 있다.
천하를 다스리는 원리에 대해, 유가가 인 · 의 · 예와 같은 덕치(德治)가 근본이라고 주장하였음에 비해 법가는 보다 엄격한 법치(法治)와 술치(術治), 세치(勢治)가 근본이라고 주장하였다. 여기서 법(法)은 군주가 정하는 규범을 뜻하며 술(術)은 법을 행하는 수단을 뜻한다. 또한, 세(勢)는 군주가 신하를 관리하고 주도권을 잡는 방법론을 말한다. 또한 법가는 술(術)의 핵심은 명(名: 군주의 명령)과 형(形: 신하가 이루어낸 실적)의 일치 · 불일치에 따른 시비의 판단이라고 보았다. 법가는 법(法:군주가 정하는 규범)의 엄중한 이행을 통해 부국강병을 달성하고 입헌적 전제군주 권력의 확립을 꾀하였다.
경제적 측면에서는 상평(常平)을 기초로 한 중농주의 경제관, 모든 토지를 국가에 귀속시키는 토지국유제의 원칙, 부자에게 과세를 물어 빈자에게 분배하여 경제적 평등을 달성한다는 빈치균민(貧治均民), 그리고 국가 주도의 공업화를 기반으로 한 통제 경제를 지지하는 방향으로 설명될 수 있다. 이 부분은 상업에 기초한 경제관을 주창했던 상가(商家)의 이론과는 상반되는 것이라고 볼 수 있다.
법가 사상은 춘추시대의 패도(覇道)에 부응해서 일어났는데, 전제 지배체제를 지향하는 군주에게 채용되어 진나라 · 한나라의 중앙집권적 고대 제국의 형성에 대한 이론적 기초를 줌으로써 봉건적 지배를 약화시키고 관료제적 성격을 강화하여 이들 국가의 중앙집권화를 크게 앞당겼다. 그러나 전한 무제 이후에는 유가(儒家)가 국가의 관학으로 정통시되면서부터는 유가가 중국 사상계의 주류가 되고 법가 사상은 독자적인 발전에 있어 방해를 받았다.

## 한비자의 법가 사상
한비자의 법가 사상은 매우 실용적인 정치 철학이다. 법가는 성선설보다 성악설이나 성무선악설에 기반을 가지고 있었다. 그들은 당시 민중에게 인기를 끌었던 유가를 맹렬히 비판하면서 시대의 변화에 따라 시대에 맞는 제도와 법을 만들어 통치해야 한다고 역설했다. 그들은 선한 사람들도 있다는 사실을 결코 부정하진 않았으나 현실적으로 그런 사람들은 그렇게 많지 않다고 주장하였으며 착한 척하는 유학자들의 내로남불이나 유가의 비현실적 사상을 나라를 망치게 하는 수작이라며 맹렬히 비판했다.
- 법(法): 군주가 백성을 통제하는 데 사용하는 공개적이고 자세한 규칙
- 세(勢): 백성과 신하를 굴복시키는 힘
- 술(術): 법(法)을 행하는 수단, 즉, 신하들을 이끌어가는 방식

## 대표적 인물

### 춘추시대
- 관중(管仲)
- 자산(子產)

### 전국시대
- 신도(愼到)
- 한비자(韓非)
- 상앙(商鞅)
- 이사(李斯)
- 신불해(申不害)
- 오기(吳起)
- 이회(李悝)
- 직하학파